# Радіус впливу свердловин
Радіус впливу свердловин  (рос. радиус влияния скважин; англ. range radius of a well; нім. Sondeneinflussradius m) – радіус місцевої лійки депресії (тиску), який дорівнює половині середньоарифметичної відстані між видобувними свердловинами (колодязями).